# Chick McIlroy
Charles Raymond McIlroy, detto Chick (Minot, 1º agosto 1938), è un ex pallanuotista statunitense.
Ha fatto parte degli Stati Uniti ai Giochi di Roma 1960 e di Tokyo 1964, quest'ultimi disputati assieme al fratello Ned.
Ha vinto 1 oro ed 1 argento ai Giochi panamericani del 1959 e del 1963.
Nel 1980, è stato incluso nella USA Water Polo Hall of Fame.